# Kalanchoe brachyloba
Kalanchoe brachyloba ist eine Pflanzenart der Gattung Kalanchoe in der Familie der Dickblattgewächse (Crassulaceae).

## Beschreibung

### Vegetative Merkmale
Kalanchoe brachyloba ist ein ausdauernder oder zweijähriger kahler Kleinstrauch, der Wuchshöhen von 60 bis 200 Zentimeter erreicht. Die einfachen, grünen, stielrunden Triebe wachsen aufrecht. Die sitzenden oder fast sitzenden, fleischigen, sehr sukkulenten Laubblätter sind etwas rosettig. Die lanzettliche, längliche, eiförmige, elliptische oder spatelige Blattspreite ist glauk, graugrün und entlang der Ränder etwas rot getönt. Sie ist 5 bis 28 Zentimeter lang und 2,5 bis 8 Zentimeter breit. Ihre Spitze ist stumpf oder gerundet, die Basis verschmälert und auffallend stängelumfassend. Der Blattrand ist in der Regel gesägt-gelappt oder gekerbt oder ganzrandig und gewellt.

### Generative Merkmale
Der mehr oder weniger dichte Blütenstand ist eine flachköpfige, ebensträußige Zyme und erreicht eine Länge von 5 bis 45 Zentimeter. Die aufrechten Blüten stehen an 6 bis 15 Millimeter langen Blütenstielen. Ihre Kelchblätter sind blassgrün. Die Kelchröhre ist 0,7 bis 1,5 Millimeter lang. Ihre lanzettlichen bis breit dreieckigen, stumpfen, fleischigen Kelchzipfel sind 0,7 bis 5 Millimeter lang und 1,5 bis 2,7 Millimeter breit. Die vierkantige, zylindrische bis fast pyramidale, gelblich grüne Kronröhre ist 10 bis 15 Millimeter lang. Ihre gelben bis orangegelben, eiförmigen bis halbkreisförmigen, zugespitzten Kronzipfel weisen eine Länge von 2 bis 5 Millimeter auf und sind 2 bis 4 Millimeter breit. Die Staubblätter sind oberhalb der Mitte der Kronröhre angeheftet und ragen leicht aus der Blüte heraus. Die eiförmigen Staubbeutel sind 0,5 bis 1 Millimeter lang. Die linealisch-lanzettlichen, stumpfen oder ausgerandeten Nektarschüppchen weisen eine Länge von 1,5 bis 4 Millimeter auf und sind 0,5 bis 0,7 Millimeter breit. Das Fruchtblatt weist eine Länge von 8,5 bis 12 Millimeter auf. Der Griffel ist 0,5 bis 1,5 Millimeter lang.
Die Samen erreichen eine Länge von 1,6 bis 2 Millimeter.

## Systematik und Verbreitung
Kalanchoe brachyloba ist im Südlichen Afrika von Zaire bis Mosambik, Namibia und Südafrika in Wald- und Buschland auf sandigen oder steinigen Boden oder in Felsspalten weit verbreitet. 
Die Erstbeschreibung durch James Britten wurde 1871 veröffentlicht.

## Nachweise